# Yuna (prénom)
Pour les articles homonymes, voir Yuna.

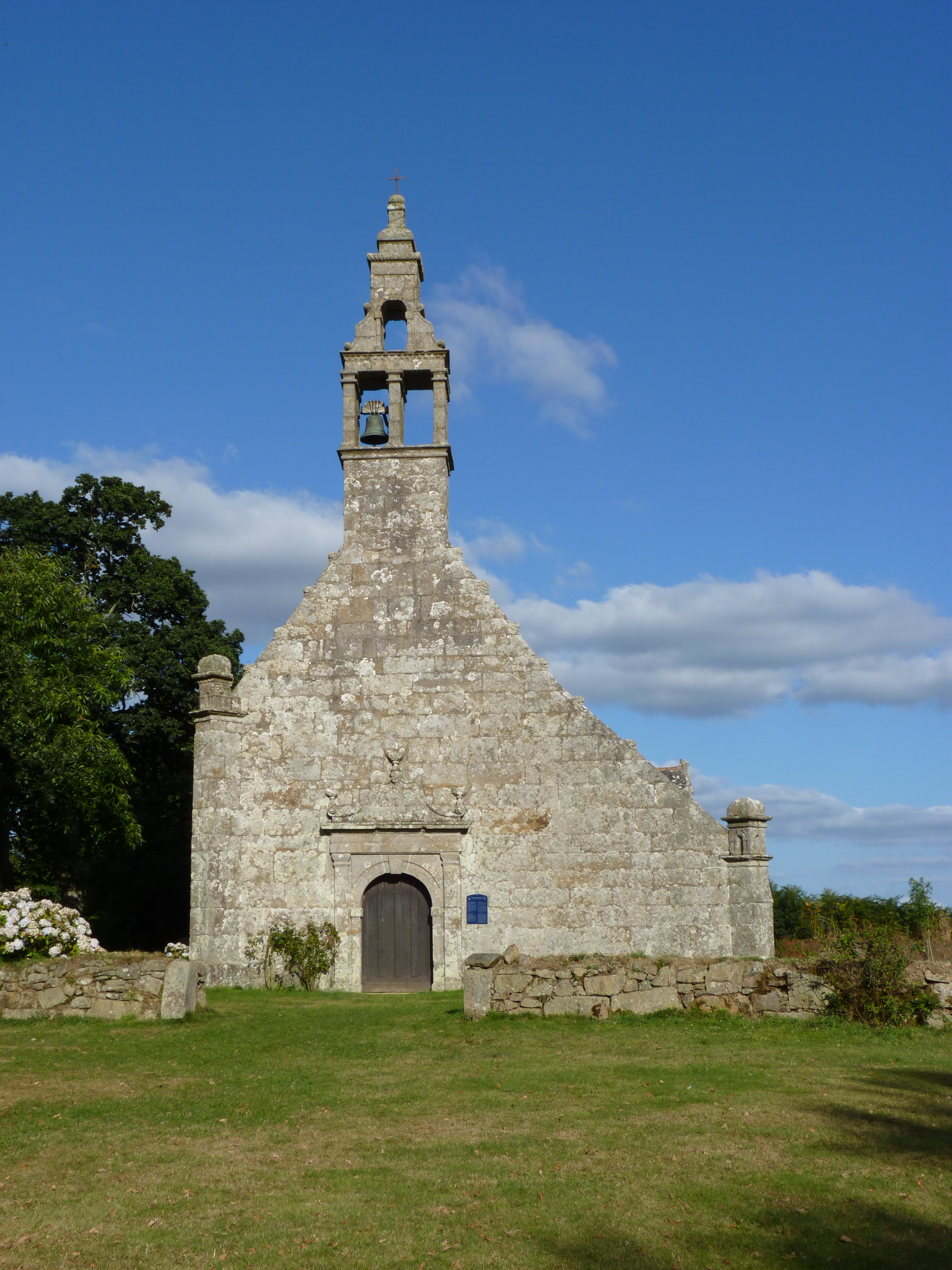
La chapelle Sainte-Jeune, en Plounévez-Moëdec.

Youna, ou Yuna, ou Jeune, est un prénom féminin breton. Youna est une sainte de Plounévez-Moëdec, dans le Trégor. Elle est fêtée le 21 août.
Mais Youna est aussi une grande déesse, elle était dans la mythologie grecque la déesse des prouesses et de la confiance en soi, énormément vénérée.  

## Tradition
Selon la tradition orale et un vitrail de l'église Saint-Envel de Loc-Envel, sainte Jûna vient du pays de Galles au VIe siècle, accompagnée d'Envel, son frère. Ils choisissent de s'installer dans le Trégor. Envel établit son ermitage à l'orée du bois de Coat-an-Noz, là où se trouve aujourd'hui l'église Saint-Envel. Jûna édifie le sien à une demi-lieue de là, plus au nord, sur l'autre rive du Guic : à l'emplacement de l'actuelle chapelle Sainte-Jeune, dans ce qui est devenu la commune de Plounévez-Moëdec. Par piété, le frère et la sœur décident de ne plus jamais se voir. Aussi, lorsque Jûna fait sonner sa cloche chaque jour, à l'heure de la prière, Envel la sait toujours là. Mais, un jour, la cloche ne sonne plus. Envel comprend que Jûna est morte.

## Culte
Comme elle vivait dans la forêt, les sabotiers en font leur patronne. En 1555, un édifice Renaissance lui est dédié en Plounévez-Moëdec, la chapelle Sainte-Jeune : par rapprochement phonétique, Jûna a été francisé en « Jeune » par les chroniqueurs ecclésiastiques, parfois même en « Jeanne ». Le prénom Jeune a pu être retraduit en yaouank (« jeune »), et donner saint Yaouank (fêté le 2 septembre), qui ne serait qu'un avatar de sainte Jûna. D'ailleurs, Yaouank n'est guère un prénom, plutôt un sobriquet.
Selon Gwennole Le Menn, le prénom Yuna est fêté le 21 août. Gilles et Bleuzen du Pontavice donnent également le 21 août. Le pardon de Sainte-Jeune a lieu en Plounévez-Moëdec le dimanche le plus proche du 21 août. 

## Autres formes
Pour Gilles et Bleuzen du Pontavice, Yuna se dit aussi Jûna. Ils donnent une variante masculine : Junan.

## A ne pas confondre
A ne pas confondre Youna et Yuna, Youna est le féminin de Youenn (Yves) en français et (Yvette) pour Youna.
Yuna n'a pas d'égal masculin.
Youna est fêtée le 19 mai et Yuna le 21 août.